# Yoshida Shōin
Yoshida Shoin (吉田松陰 20 tháng 9, 1830 – 21 tháng 11, 1859) là con trai thứ của một gia đình võ sĩ cấp dưới thuộc Han Choshu - Sugi Tsunemichi (còn gọi là Sugi Yurinosuke). 
Ông là là một trong những nhà trí thức nổi tiếng nhất của Nhật Bản trong những ngày kết thúc của Mạc phủ Tokugawa. Ông cống hiến mình để nuôi dưỡng nhiều người Duy tân chí sĩ đã đóng góp lớn cho sự Minh Trị duy tân.
Đến năm Thiên Bảo thứ 5 (1834) ông được nhận làm con nuôi của chú mình Yoshida Daisuke một thầy giáo dạy binh học theo phái Yamaga và theo học binh học tại nơi này. Năm Thiên Bảo thứ 6 (1835) Daisuke mất, Yoshida Shoin đã chuyển đến và theo học tại Shokasonjuku ngôi trường mà người chú thứ hai của mình Tamaki Bunnoshin mở ra, đây là trường tư thục dành cho cả võ sĩ và thường dân. Năm 9 tuổi Yoshida theo học tại Meirinkan, Hanko lớn của Han Chosu, được coi là một trong ba Đại học đầu của Nhật Bản lúc đó (Meirinkan của Han Chosu, Kodokan của Han Mito và Shizutani Gakko của Han Okayama).Năm 11 tuổi trong một buổi học Shoin đã thể hiện khả năng vượt trộicủa mình trước Han chủ Mori Takachika kể từ đó ông đã được công nhận tài năng. Năm 13 tuổi, ông dẫn đầu một đột quan của Chosu thực hiện việc diễn tập chiến đấu với hạm đội phương Tây. Năm 15 tuổi ông tiếp tục theo học binh học của phái Naganuma, như vậy ông đã có được kiến thức của cả hai phái binh học tiêu biểu của thời kỳ Edo.
Từ nhỏ Shoin cùng anh trai Sugi Minji và cha của mình vừa làm việc trên đồng ruộng vừa đọc sách Tứ thư ngũ kinh, văn thơ và cả sách chính trị. Cha ông đọc to lên trước, ông và anh trai đọc theo, tối đến vừa làm việc vừa giảng bài và hướng dẫn các con đọc sách.
Sau cuộc đại bại của quân nhà Thanh trước đội quân hùng mạnh của phương Tây  trong cuộc Chiến tranh á phiện Yoshida Shoin đã nhận ra rằng binh pháp của phái Yamaga đã lỗi thời, vì thế năm Gia Vĩnh thứ 3 (1850) ông đã đi du học ở Kyushu để học binh pháp phương Tây. Trong khoảng thời gian đó ông còn lên Edo, tại đây ông đã gặp hai người thầy có anh hưởng lớn với mình là Sakuma Shozan và Asaka Gonsai, một năm sau đó ông cũng tiếp tục theo học Miyabe Teiso một võ sĩ thuộc phái Tôn vương nhương di của Han Hizen và binh học giả Yamaga Sosui (còn gọi là Tsuji Hachirozaemon).  
Năm Gia Vĩnh thứ 5 (1852) ông cùng bạn là Miyabe Teiso có kế hoạch đi du lịch đến vùng Đông Bắc, vì muốn giữ lời hứa xuất phát đúng hẹn nên ông đã không chờ Han Chosu cấp giấy thông hành mà đi luôn cùng bạn, vì vậy ông đã bị loại trừ ra khỏi Han. Trong chuyến đi đến miền Đông Bắc này ông đã gặp Aizawa Seishisai của Han Mito, được đi kiến tập tại Nishinkan ở Aizu, được đi quan sát mỏ khoáng sản ở vùng Đông Bắc...Khi đến Akita ông ghé thăm hiện trường vụ án Soba Daisaku, đến Tsugaru ngắm nhìn tàu bè của người nước ngoài qua lại tại eo biển Tsugaru. Ngay sau khi về lại Edo ông đã bị nghi ngờ có tội, bị tước hiệu võ sĩ và tịch thu bổng lộc.

## Di sản hiện tại
Yoshida Shōin hiện đang được tôn vinh tại đền Shōin ở Wakabayashi, Setagaya-ku (世田谷区若林林4丁目 35-1), ở Tokyo, cũng như tại nơi sinh của ông Hagi, tỉnh Yamaguchi (山口 県 萩 市 椿 東 1537).
Đại học Shoin được đặt tên theo anh. Có hai trường đại học khác có tên là Shoin ở Nhật Bản, nhưng chúng không liên quan đến ông.
Hana Moyu là bộ phim truyền hình Nhật Bản năm 2015 của bộ phim truyền hình NHK Taiga được công chiếu vào ngày 4 tháng 1 năm 2015 và kết thúc vào ngày 13 tháng 12 năm 2015. Bộ phim có sự tham gia của Mao Inoue, người đóng vai Sugi Fumi, em gái của Yoshida Shōin. Vai diễn của Yoshida Shōin được diễn viên Yūsuke Iseya thủ vai.